# Eisenbach (Alta Selva Negra)
Eisenbach es un balneario climático en el este del distrito de Brisgovia-Alta Selva Negra, en Baden-Württemberg (Alemania).

## Geografía

### Ubicación geográfica
Está ubicado entre 800 y 1130 m en el valle del  río Breg.

### Estructura administrativa
En 1972 las aldeas Eisenbach, Bubenbach, Oberbränd y Schollach se fusionaron.
|                         |
| Eisenbach, viejo escudo |

|           |
| Bubenbach |

|           |
| Oberbränd |

|           |
| Schollach |